# Коалинга (Калифорнија)
Коалинга (енгл. Coalinga) град је у америчкој савезној држави Калифорнија. По попису становништва из 2010. у њему је живело 13.380 становника.

## Демографија
Према попису становништва из 2010. у граду је живело 13.380 становника, што је 1.712 (14,7%) становника више него 2000. године.
| Група             | 2000.         | 2010.         |
| Белци             | 5.056 (43,3%) | 5.044 (37,7%) |
| Афроамериканци    | 276 (2,4%)    | 549 (4,1%)    |
| Азијати           | 193 (1,7%)    | 407 (3,0%)    |
| Хиспаноамериканци | 5.811 (49,8%) | 7.161 (53,5%) |
| Укупно            | 11.668        | 13.380        |